# Rosalia Van Goethem
Rosalia Van Goethem (Kruibeke, 1918 – aldaar, 1998), ook gekend als ‘Rozeke pap’ of 'Roos pap', was een Belgisch onderneemster. Ze woonde haar hele leven in Kruibeke, 35 jaar op de Molenberg en 45 jaar op de Sterhoek. Op beide locaties hield ze een café open.

## Levensloop
Op 23-jarige leeftijd trouwde Rosalia Van Goethem met Wies Van Pappes, die op dat moment 28 jaar oud was. Samen kregen ze vier kinderen en baatten ze een café uit op de Molenberg, ‘de Oude Raap’, met daarbij een klein winkeltje en een boerderij. In 1953 verhuisde het gezin naar ‘De Voermansrust’, een café op de Sterhoek.
Toen Wies Van Pappes op relatief jonge leeftijd overleed, vond Roos steun bij haar klanten in het café. Daar ontmoette ze ook Benedikt Van Daele, met wie ze hertrouwde. Na zijn overlijden bleef zijn zoon uit zijn eerste huwelijk bij Roos - zo kon ze haar café blijven runnen. Elke dag die ze kon, spendeerde ze in haar café. Kort voor haar tachtigste verjaardag overleed ze na bijna 65 jaar achter de toog te hebben gestaan.

### Café
Café ‘De Voermansrust’ is nog steeds geopend en won in 2016 de prijs voor beste café van Kruibeke en in 2017 de prijs voor beste café van Oost-Vlaanderen. In de volksmond staat het café al decennialang bekend als ‘Bij Roos Pap’. In 2020 opende het café een zomerbar genaamd ‘Roos Pap Bar’.